# 上毛郡
- 令制国一覧 > 西海道 > 豊前国 > 上毛郡
- 日本 > 九州地方 > 福岡県 > 上毛郡

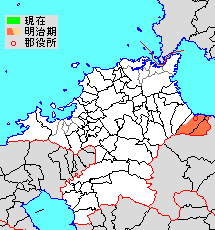
福岡県上毛郡の位置

上毛郡（こうげぐん）は、福岡県（豊前国）にあった郡。

## 郡域
1878年（明治11年）に行政区画として発足した当時の郡域は、下記の区域にあたる。
- 豊前市の大部分（松江・畠中・中村・馬場・畑を除く）
- 築上郡吉富町・上毛町の全域
- 大分県中津市の一部（小祝・小祝新町）

## 歴史
古代には三毛郡（みけのこおり）であったが、後に山国川を境に上三毛郡と下三毛郡に分けられ、さらに上毛郡・下毛郡となった。上膳県主の名前もあり大化の改新前には分かれていたと考えられている。
現在でも、山国川を挟んで隣接する旧下毛郡地域（現在の大分県中津市）とは文化・歴史的に関係が深く、合併後100年あまり経った現在でも中津市（旧・下毛郡）と経済・文化面などで一体である。また、2005年10月11日に新吉富村と大平村が合併して誕生した「上毛町」の町名は、この旧郡名から名付けられている。

### 近世以降の沿革
- 「旧高旧領取調帳」に記載されている明治初年時点での支配は以下の通り。（75村）

| 知行 | 知行           | 村数 | 村名 |
| ---- | -------------- | ---- | --- |
| 藩領 | 豊前小倉藩     | 27村 | 東上村、東下村、西友枝村、尻高村、矢方村、河原田村、大村、鳥越村、川内村、四郎丸村、八屋村、赤熊村、川底村、狭間村、薬師寺村、永久村、沓川村、三毛門村、上大西村、青畑村、才尾村、山内村、下河内村、大河内村、岩屋村、篠瀬村、鳥井畑村 |
| 藩領 | 豊前小倉新田藩 | 26村 | 久路土村、鬼木村、下大西村、塔田村、野田村、荒堀村、今市村、吉木村、清水町村、恒富村、小犬丸村（現・豊前市）、久松村、三楽村、安雲村、緒方村、成恒村、広瀬村、岸井村、堀立村、梶屋村、市丸村、森久村、六郎村、小石原村、皆毛村、高田村 |
| 藩領 | 豊前中津藩     | 18村 | 小祝村、百留村、八ッ並村、中村、吉岡村、楡生村、広津村、小犬丸村（現・吉富町）、鈴熊村、今吉村、幸子村、上垂水村、下垂水村、宇野村、大ノ瀬村、下唐原村、上唐原村、原井村                                                               |
| 藩領 | 豊津藩・中津藩 | 4村  | 土佐井村、直江村、土屋村、別府村 |

- 慶応3年3月（1867年4月） - 長州戦争により小倉藩が移転して香春藩となる。
- 明治2年
  - 6月24日（1869年8月1日） - 小倉新田藩が改称して千束藩となる。それにともない今市村の一部が分立して千束町となる。（1町75村）
  - 12月24日（1870年1月25日） - 香春藩が移転して豊津藩となる。
- 明治4年
  - 7月14日（1871年8月29日） - 廃藩置県により、豊津県、千束県、中津県の管轄となる。
  - 11月14日（1871年12月25日） - 第1次府県統合により、全域が小倉県の管轄となる。
- 明治9年（1876年）4月18日 - 第2次府県統合により福岡県の管轄となる。
- 明治5年（1872年）（1町78村）
  - 川底村が分割して上川底村・中川底村・下川底村となる。
  - 赤熊村の一部が分立して宇島村となる。
  - 下河内村の一部が分立して天和村となる。
  - 上垂水村・下垂水村が合併して垂水村となる。
- 明治15年（1882年） - 鳥井畑村の一部が分立して求菩提村となる。（1町79村）
- 明治11年（1878年）11月1日 - 郡区町村編制法の福岡県での施行により、行政区画としての上毛郡が発足。「築城上毛郡役所」が八屋村に設置され、築城郡とともに管轄。

### 町村制以降の沿革

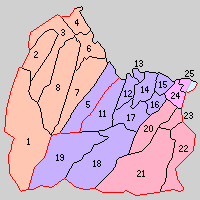
11.山田村 12.八屋町 13.宇島町 14.千束村 15.三毛門村 16.黒土村 17.横武村 18.合河村 19.岩屋村 20.西吉富村 21.友枝村 22.唐原村 23.南吉富村 24.東吉富村 25.高浜村（水色：中津市 紫：豊前市 桃：吉富町 赤：上毛町 1 - 8は築城郡）

- 明治22年（1889年）4月1日 - 町村制の施行により、以下の町村が発足。特記以外は現・豊前市。（2町13村） 
  - 山田村 ← 四郎丸村、川内村、鳥越村
  - 八屋町 ← 八屋村、大村
  - 宇島町 ← 宇島村、赤熊村
  - 千束村 ← 千束町、今市村、野田村、塔田村、吉木村、荒堀村
  - 三毛門村 ← 三毛門村、三楽村、森久村、六郎村、市丸村、清水町村、小犬丸村、恒富村、沓川村、久松村
  - 黒土村 ← 岸井村、堀立村、梶屋村、小石原村、皆毛村、高田村、広瀬村、鬼木村、久路土村
  - 横武村 ← 山内村、才尾村、狭間村、薬師寺村、河原田村、永久村、上大西村、下大西村、青畑村
  - 合河村 ← 上川底村、中川底村、下川底村、天和村、下河内村
  - 岩屋村 ← 大河内村、岩屋村、篠瀬村、鳥井畑村、求菩提村
  - 西吉富村 ← 尻高村、矢方村、緒方村、成恒村、安雲村、大ノ瀬村、八ツ並村（現・築上郡上毛町）
  - 友枝村 ← 西友枝村、土佐井村、東上村、東下村（現・築上郡上毛町）
  - 唐原村 ← 原井村、百留村、上唐原村、下唐原村（現・築上郡上毛町）
  - 南吉富村 ← 宇野村、垂水村、中村、吉岡村（現・築上郡上毛町）
  - 東吉富村 ← 幸子村、別府村、楡生村、今吉村、鈴熊村、土屋村、直江村、広津村（現・築上郡吉富町）
  - 高浜村 ← 小犬丸村（現・築上郡吉富町）、小祝村（現・中津市、築上郡吉富町）
- 明治29年（1896年）4月1日
  - 高浜村の一部（小祝のうち山国川以東）を大分県下毛郡中津町に編入。（越境合併）
  - 郡制の施行のため、「築城上毛郡役所」の管轄区域をもって築上郡が発足。同日上毛郡廃止。

## 行政
築城・上毛郡長
| 代 | 氏名 | 就任年月日                | 退任年月日                | 備考                           |
| -- | ---- | ------------------------- | ------------------------- | ------------------------------ |
| 1  |      | 明治11年（1878年）11月1日 |                           |                                |
|    |      |                           | 明治29年（1896年）3月31日 | 築城郡との合併により上毛郡廃止 |